# 金斯頓 (愛達荷州)
金斯頓（英語：Kingston）是位於美國愛達荷州肖肖尼縣的一個非建制地區。

## 地理
金斯頓的座標為47°32′57″N 116°16′15″W / 47.54917°N 116.27083°W，而該地的平均海拔高度為661米（即2169英尺）。